# Adoberia Pelfort
L'Adoberia Pelfort és un edifici modernista del municipi d'Igualada (Anoia) protegit com a bé cultural d'interès local.

## Descripció
En aquest edifici tornem a trobar la utilització del totxo per formar els arcs i decoració en les obertures de la façana. Aquí presenta unes formes més atrevides, arcs rampants encarats, i un element que no el tronarem a trobar en cap més construcció modernista local, la biga de ferro vista a la façana formant llinda. Aquesta peculiaritat compositiva havia estat emprada per Lluís Moncunill a Terrassa en una primera fase del seu estil arquitectònic, que s'ha anomenat "Modernisme racionalista". És un edifici industrial remodelat el 1917. El promotor de l'obra fou Josep Pelfort i Mussons, adober.